# Palmira (Colômbia)
Palmira é um município e segunda maior cidade do departamento de Valle del Cauca, na Colômbia. Com uma população de aproximadamente 278.409 habitantes a cidade é a vigésima maior do país, sendo conhecida como "capital agrícola da Colômbia".

## Geografia
A cidade está localizada no sudoeste da Colômbia, estendendo-se no vale do rio Cauca, aproximadamente 20 milhas a nordeste de Cáli. A cidade cobre uma área de 448 milhas quadradas. A temperatura média é de 23 °C e sua altitude é de 1 km acima do nível do mar.

## Educação
Palmira é também famosa por abrigar muitas faculdades, sendo por isso chamada de "Cidade Universitária". Atualmente, a Escola de Agronomia da Universidade Nacional da Colômbia está localizada na cidade. Além disso, há o Centro Internacional de Agricultura Tropical (CIAT), fundado em 1967.

## Transportes
A cidade é servida pelo Aeroporto Internacional Alfonso Bonilla Aragón. O aeroporto é um importante hub nacional e interancional da região sudoeste da Colômbia.